# Tura angusta
Tura angusta är en kräftdjursart som beskrevs av Gustav Budde-Lund 1913B. Tura angusta ingår i släktet Tura och familjen Porcellionidae. Inga underarter finns listade i Catalogue of Life.